# 春江橋
春江橋（はるえばし）は、新中川に架かる橋のひとつで、東岸の東京都江戸川区春江町三丁目と西岸の一之江三丁目を結ぶ。

## 歴史
1960年（昭和35年）新中川掘削工事に伴い架橋された。1960年（昭和35年）に車道部、1975年（昭和50年）に歩道部が建設された。
2018年（平成30年）に歩道部橋脚に損傷が確認されたため、2019年（平成31年/令和元年）2月に車両通行止めになり、車道橋が自転車・歩行者道になった。2019年（令和元年）7月には歩道橋の上部が撤去された。

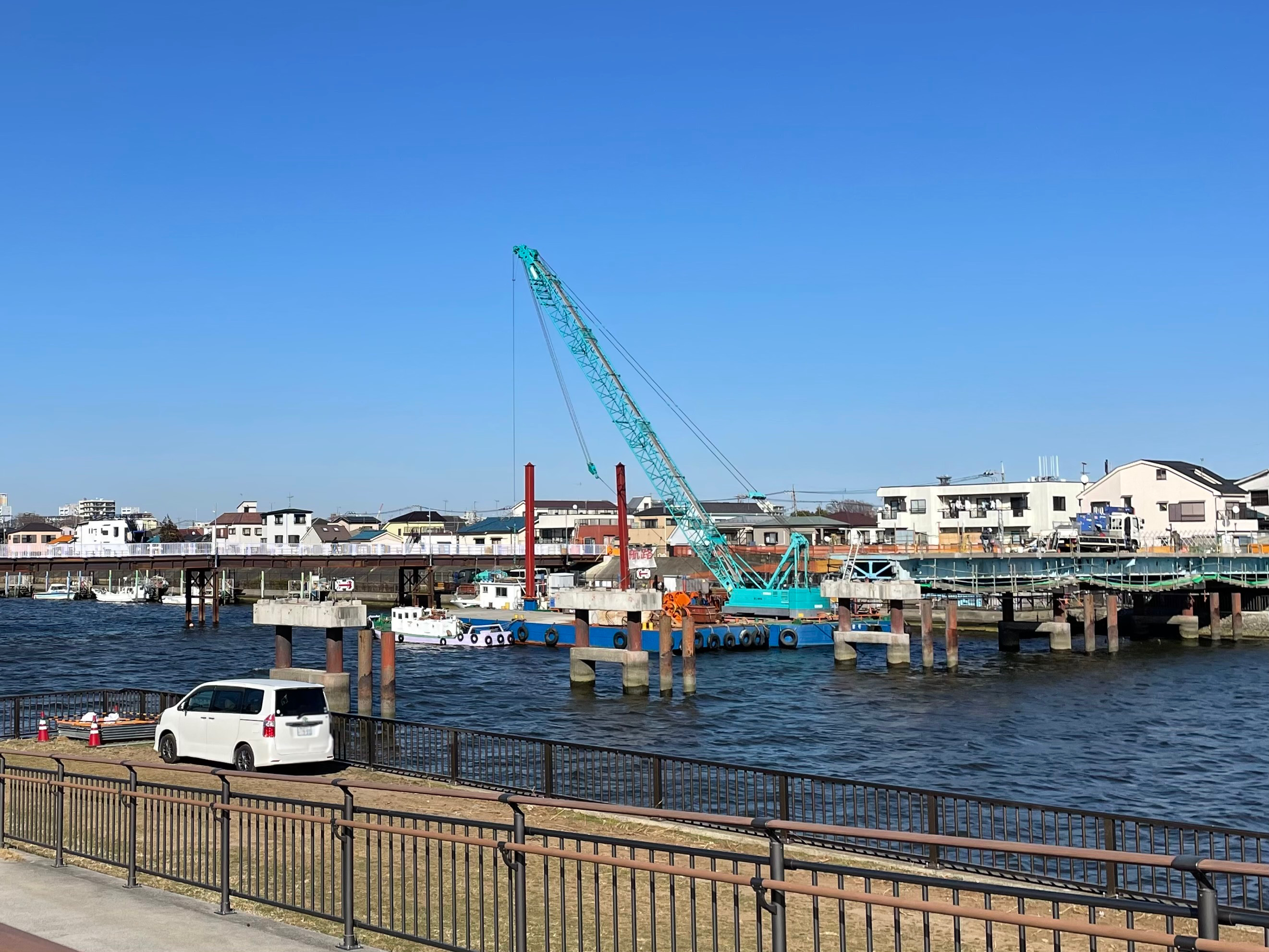
解体中の春江橋。奥は歩行者専用の臨時橋梁。

2022年（令和4年）11月に架け替え工事に着手した。2028年（令和10年）度末の新橋の開通を予定している。

## 整備概要
「川面のささやき」をテーマに、堤内の一之江三丁目公園との空間的連続性に配慮し、水辺へ誘うようなリズミカルな印象を与えるよう整備される。
橋上公園とも言える広い歩道を配し、水面のリズミカルなさざ波をモチーフに演出される。

## 新橋の概略
- 形式 - 3径間連続箱桁橋
- 橋長 - 121.0m
- 幅員 - 17.5m（車道：7.0m 歩道：7.0m、3.5m）
- 事業主体 - 江戸川区
- 基本計画 - 株式会社長大

## 周辺
- 伊勢ノ海部屋
- 高田川部屋
- 瑞江葬儀所
- 江戸川区立一之江コミュニティ会館
- 環七通り
- 明和橋通り
- 瑞江緑地
- 仲井堀親水緑道

## 隣の橋
- 新中川

（上流） - 首都高速7号小松川線 - 南椿橋 - 春江橋 - 涼風橋 - 明和橋 - 瑞江大橋 - （下流）